# Prémio Kirby

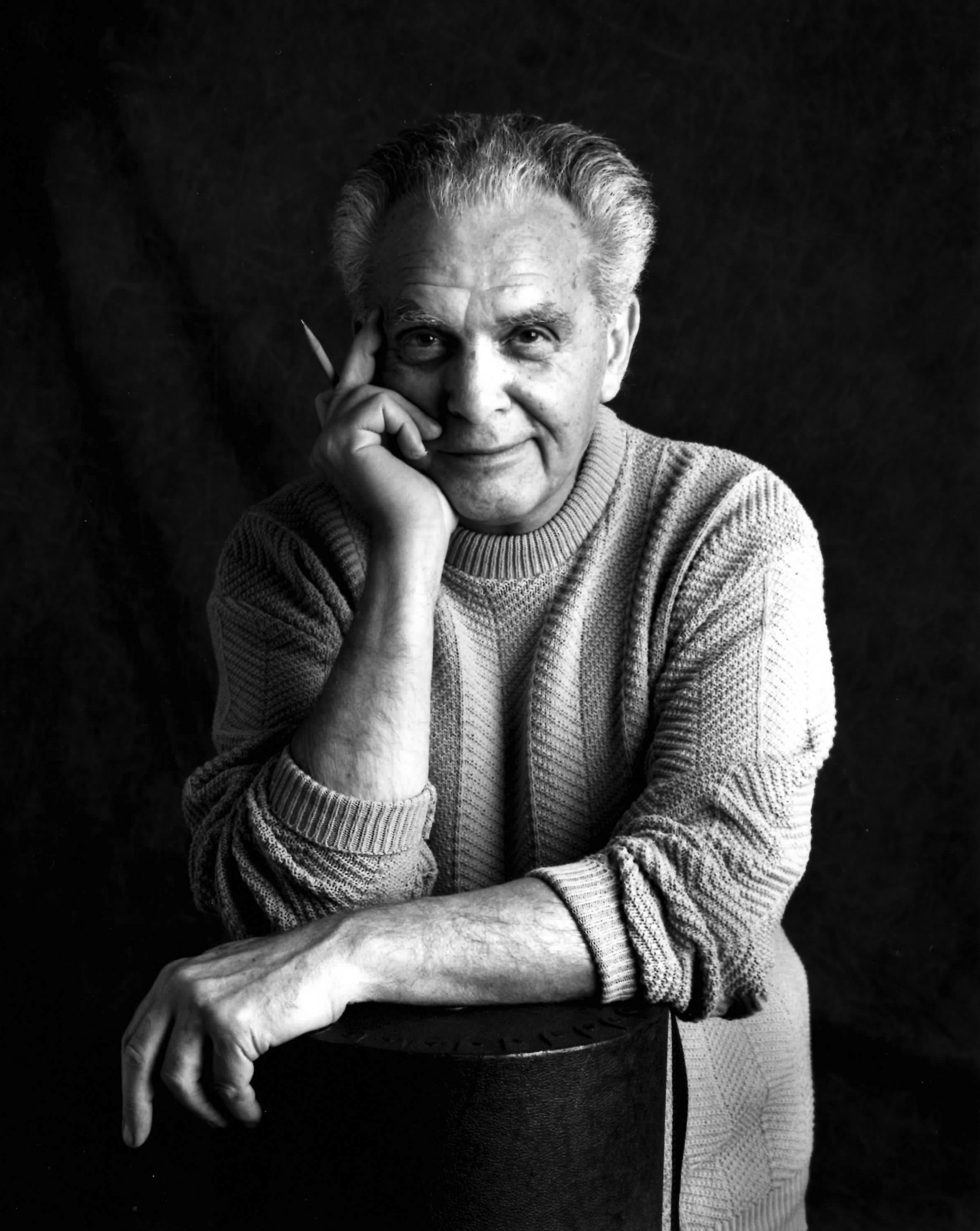
Jack Kirby, artista homenageado que dá nome ao prêmio.

O Prêmio Jack Kirby (em inglês, Jack Kirby Awards), popularmente referido como Kirby Award, foi uma premiação de histórias em quadrinhos concedida entre 1985 e 1987.

## História
O prêmio foi nomeado em homenagem ao pioneiro artista Jack Kirby, e era patrocinado pela Amazing Heroes, uma revista especializada em super-heróis publicada pela editora Fantagraphics Books. Em cada edição os vencedores recebiam seus prêmios sempre com a presença de Kirby. As edições do Kirby Awards eram organizadas por Dave Olbrich, um funcionário da editora. Em 1987, com a saída de Olbrich, a Fangraphics decidiu encerrá-lo e instituiu o Prêmio Harvey, cujo nome é uma homenagem à Harvey Kurtzman. Olbrich, por sua vez, fundou no mesmo ano o "Will Eisner Comic Industry Awards", e ambos são realizados desde então.

## Edições
Vencedores em negrito acima; Indicados listados abaixo por ordem alfabética

### 1985
Foram premiados na edição de 1985:
| Melhor edição individual | Melhor série regular |
| --- | --- |
| - Swamp Thing Annual #2, por Alan Moore, Steve Bissette e John Totleben (DC) - Love and Rockets #5, por Jaime Hernandez e Gilbert Hernandez (Fantagraphics) - Swamp Thing #32, por Alan Moore e Shawn McManus (DC) - Swamp Thing #34, por Alan Moore, Steve Bissette and John Totleben (DC) - Teen Titans #50, por Marv Wolfman, George Perez e Romeo Tanghal (DC) | - Swamp Thing, por Alan Moore, Steve Bissette e John Totleben (DC) - American Flagg, por Howard Chaykin (First) - Cerebus, por Dave Sim (Aardvark-Vanaheim) - Jon Sable, por Mike Grell (First) - Nexus, por Mike Baron e Steve Rude (First)                                                                  |
| Melhor série em preto-e-branco | Melhor minissérie |
| - Cerebus, por Dave Sim (Aardvark-Vanaheim) - American Splendor, por Harvey Pekar (Publicação independente) - Elfquest, por Wendy e Richard Pini (WaRP Graphics) - Journey, por William Messner-Loebs (Fantagraphics) - Love and Rockets, por Jaime Hernandez and Gilbert Hernandez (Fantagraphics)                                                                | - Crisis on Infinite Earths, por Marv Wolfman e George Perez (DC) - Camelot 3000, por Mike W. Barr e Brian Bolland (DC) - Cloak and Dagger, por Bill Mantlo e Rick Leonardi (Marvel) - Machine Man, por Herb Trimpe, Barry Windsor-Smith e Tom DeFalco (Marvel) - Night Music, por P. Craig Russell (Eclipse) |
| Melhor série nova | Melhor graphic novel |
| - Zot!, por Scott McCloud (Eclipse) - Dalgoda, por Jan Strnad e Dennis Fujitake (Fantagraphics) - Grimjack, por John Ostrander e Tim Truman (First) - Mister X, por Dean Motter, Jaime e Gilbert Hernandez (Vortex) - Power Pack, por Louise Simonson e June Brigman (Marvel)                                                                                      | - Beowolf, por Jerry Bingham (First) - Medusa Chain, por Ernie Colon (DC) - Mutant World (Catalan) - Starstruck, por Elaine Lee e Michael Kaluta (Marvel) - Swords of the Swashbucklers (Marvel) |
| Melhor escritor | Melhor artista |
| - Alan Moore, por Swamp Thing (DC) - Gilbert Hernandez, por Love and Rockets (Fantagraphics) - Howard Chaykin, por American Flagg (First) - John Byrne, por Fantastic Four (Marvel) - Mike Baron, por Nexus (First) | - Dave Stevens, por Rocketeer (Comico) - Bill Sienkiewicz, por New Mutants (Marvel) - Howard Chaykin, por American Flagg (First) - Jaime Hernandez, por Love and Rockets (Fantagraphics) - Steve Rude, por Nexus (First)                                                                                      |
| Melhor conjunto de artistas | Melhor capa |
| - Steve Bissette e John Totleben, por Swamp Thing (DC) - John Byrne e Jerry Ordway, por Fantastic Four (Marvel) - Dan Day e Nestor Redondo, por Aztec Ace (Eclipse) - Steve Rude e Eric Shanower, por Nexus (First) - Dave Sim e Gerhard, por Cerebus (Aardvark-Vanaheim)                                                                                          | - Swamp Thing #34, por Steve Bissette e John Totleben (DC) - Mister X #1, por Paul Rivoche e Dean Motter (Vortex) |

### 1986
Foram premiados na edição de 1986:
| Melhor edição individual | Melhor série regular |
| --- | --- |
| - Daredevil #227, por Frank Miller e David Mazzucchelli (Marvel) - Mage #8, por Matt Wagner (Comico) - Miracleman #1, por Alan Moore e Alan Davis (Eclipse) - Superman Annual #11, by Alan Moore e Dave Gibbons (DC) - Swamp Thing #43, por Alan Moore e Stan Woch (DC) | - Swamp Thing, por Alan Moore, Steve Bissette e John Totleben (DC) - Daredevil, por Frank Miller e David Mazzucchelli (Marvel) - Love and Rockets, por Jaime Hernandez e Gilbert Hernandez (Fantagraphics) - Miracleman, por Alan Moore e vários artistas (Eclipse) - Nexus, por Mike Baron and Steve Rude (First) |
| Melhor série em preto-e-branco | Melhor minissérie |
| - Love and Rockets, por Jaime e Gilbert Hernandez (Fantagraphics) - Cerebus, por Dave Sim e Gerhard (Aardvark-Vanaheim) - Journey, por William Messner-Loebs (Fantagraphics) - Stig's Inferno, por Ty Templeton (Vortex)                                                | - Crisis on Infinite Earths, por Marv Wolfman e George Perez (DC) - Black Dragon, por Chris Claremont e John Bolton (Marvel) - Longshot, por Ann Nocenti e Art Adams (Marvel) - Pelleas and Melisande, por P. Craig Russell (Eclipse)                                                                              |
| Melhor série nova | Melhor graphic novel |
| - Miracleman, por Alan Moore e vários artistas (Eclipse) - 'Mazing Man, por Bob Rozakis e Stephen DeStefano (DC) - Mr. Monster, by Michael T. Gilbert e vários artistas (Eclipse) - Scout, por Tim Truman (Eclipse)                                                     | - Rocketeer Graphic Album, por Dave Stevens (Eclipse) - Hard Times, por Howard Chaykin (First) - Love and Rockets Book One, por Jaime e Gilbert Hernandez (Fantagraphics) - The Original Nexus, por Mike Baron e Steve Rude (First)                                                                                |
| Melhor escritor | Melhor conjunto escritor/artista |
| - Alan Moore, por Swamp Thing (DC) - Alan Moore, por Miracleman (Eclipse) - Frank Miller, por Daredevil (Marvel) - Gilbert Hernandez, por Love and Rockets (Fantagraphics) - Matt Wagner, por Mage (Comico)                                                             | - Frank Miller e David Mazzucchelli, Daredevil (Marvel) - Alan Moore e Steve Bissette, Swamp Thing (DC) - Matt Wagner, Mage (Comico) - Mike Baron e Steve Rude, Nexus (First) |
| Melhor artista | Melhor conjunto de artistas |
| - Steve Rude, por Nexus (First) - Alan Davis, por Batman and the Outsiders (DC) - Jaime Hernandez, por Love and Rockets (Fantagraphics) - P. Craig Russell, por Pelleas and Melisande (Eclipse)                                                                         | - George Perez e Jerry Ordway, por Crisis on Infinite Earths (DC) - Dave Sim e Gerhard, por Cerebus (Aardvark-Vanaheim) - John Byrne e Jerry Ordway, por Fantastic Four (Marvel) - Matt Wagner e Sam Kieth, por Mage (Comico) - Steve Bissette e John Totleben, por Swamp Thing (DC)                               |

### 1987
Foram premiados na edição de 1987:
| Melhor edição individual | Melhor série regular |
| --- | --- |
| - The Dark Knight Returns #1, por Frank Miller, Klaus Janson e Lynn Varley (DC) - Batman #404, por Frank Miller e David Mazzucchelli (DC) - Salome #1, por P. Craig Russell (Eclipse) - Watchmen #1, por Alan Moore e Dave Gibbons (DC) - Watchmen #2, por Alan Moore e Dave Gibbons (DC) | - Swamp Thing, por Alan Moore, Steve Bissette e John Totleben (DC) - Cerebus, por Dave Sim and Gerhard (Aardvark-Vanaheim) - Grendel, por Matt Wagner (Comico) - Jonny Quest, por William Messner-Loebs (Comico) - Love and Rockets, por Jaime Hernandez e Gilbert Hernandez (Fantagraphics) - Nexus, por Mike Baron e Steve Rude (First) |
| Melhor série em preto-e-branco | Melhor minissérie (concluída em 1986) |
| - Cerebus, por Dave Sim e Gerhard (Aardvark-Vanaheim) - Beanworld, por Larry Marder (Eclipse) - Dark Horse Presents (Dark Horse) - Flaming Carrot, por Bob Burden (Renegade) - Love and Rockets, por Jaime e Gilbert Hernandez (Fantagraphics) - Silent Invasion' (Renegade)              | - The Dark Knight Returns #1, por Frank Miller, Klaus Janson e Lynn Varley (DC) - Flesh & Bones, por Jan Strnad e Dennis Fujitake (Fantagraphics) - Mage, por Matt Wagner (Comico) - The Man of Steel, por John Byrne e Dick Giordano (DC) - Moonshadow, por J. M. DeMatteis e Jon J. Muth (Marvel) - Spiral Path (Eclipse)               |
| Melhor série nova | Melhor graphic novel |
| - Watchmen, por Alan Moore e Dave Gibbons (DC) - The Dark Knight Returns, por Frank Miller e Klaus Janson (DC) - Grendel, por Matt Wagner (Comico) - Jonny Quest, por William Messner-Loebs (Comico) - The 'Nam, por Doug Murray e Michael Golden (Marvel)                                | - The Dark Knight Returns, por Frank Miller e Klaus Janson (DC) - Daredevil: Love and War, por Frank Miller e Bill Sienkiewicz (Marvel) - Dracula (Marvel) - Grendel: Devil by the Deed, por Matt Wagner (Comico) - Maus, por Art Spiegelman (Pantheon Books)                                                                             |
| Melhor escritor | Melhor conjunto escritor/artista |
| - Alan Moore, por Watchmen (DC) - Alan Moore, por Swamp Thing (DC) - Frank Miller, por Daredevil (Marvel) - Frank Miller, por The Dark Knight Returns (DC) - Mike Baron, por Nexus (First)                                                                                                | - Alan Moore e Dave Gibbons, Watchmen (DC) - Frank Milller, The Dark Knight Returns (DC) - Frank Miller e David Mazzucchelli, Daredevil (Marvel) - Matt Wagner, Mage (Comico) - Mike Baron e Steve Rude, Nexus (First) |
| Melhor artista | Melhor conjunto de artistas |
| - Bill Sienkiewicz, por Elektra: Assassin (Marvel) - Dave Gibbons, por Watchmen (DC) - Frank Miller, por The Dark Knight Returns (DC) - George Perez, por Wonder Woman (DC) - Steve Rude, por Nexus (First)                                                                               | - Frank Miller, Klaus Janson and Lynn Varley, por The Dark Knight Returns (DC) - Dave Sim E Gerhard, por Cerebus (Aardvark-Vanaheim) - Matt Wagner, por Mage (Comico) - Steve Bissette e John Totleben, por Swamp Thing (DC) - Steve Rude e John Nyberg, por Nexus (First)                                                                |